# Владимировське сільське поселення (район імені Поліни Осипенко)
Влади́мировське сільське поселення (рос. Владимировское сельское поселение) — сільське поселення у складі району імені Поліни Осипенко Хабаровського краю Росії.
Адміністративний центр — село Владимировка.

## Населення
Населення сільського поселення становить 259 осіб (2019; 252 у 2010, 266 у 2002).

## Склад
До складу сільського поселення входять:
| Населений пункт    | Населення, осіб (2002) | Населення, осіб (2010) |
| ------------------ | ---------------------- | ---------------------- |
| Владимировка, село | 265                    | 251                    |
| Гуга, село         | 1                      | 1                      |